# 髙橋愛未
髙橋 愛未（たかはし あみ、1995年10月19日 - ）は、日本の元女子バレーボール選手である。

## 来歴
福島県郡山市出身。友人と一緒に小学3年生からバレーボールを始める。
郡山女子大学附属高等学校、嘉悦大学を経て、2017/18シーズン、Vリーグ入りを目指すルートインホテルズ Brilliant Ariesの内定選手となった。2018年1月、全国6人制バレーボールリーグ総合男女優勝大会に出場した。
2018年、大学卒業後に、ルートインホテルズ Brilliant Ariesに入団した。
2019/20シーズンより、チームはV.LEAGUE DIVISION2 WOMEN（V2女子）に参入となり、V2女子の試合に出場した。
2022年、V1女子に所属するKUROBEアクアフェアリーズに移籍した。2022/23シーズンにV1女子の試合に出場し、V1デビューを果たした。
2024年、現役引退が発表された。

## 所属チーム
- 郡山市立郡山第ニ中学校（2008-2011年）
- 郡山女子大学附属高等学校（2011-2014年）
- 嘉悦大学（2014-2018年）
- ルートインホテルズ Brilliant Aries（2018-2022年）
- KUROBEアクアフェアリーズ（2022-2024年）